# 飢餓遊戲：星火燎原
《飢餓遊戲：星火燎原》（英語：Catching Fire）是一本美國青少年冒險科幻小說，為小說家蘇珊·柯林斯創作。《飢餓遊戲：星火燎原》是《飢餓遊戲三部曲》中的二部曲。

## 劇情
內容是講述主角凱妮絲與比德從飢餓遊戲生還，攜手返回家鄉。總統要求凱妮絲與比德到12區去演講，開始採取高壓統治，實行宵禁。
之後第七十五屆飢餓遊戲適逢二十五年一次的「大旬祭」，都城將有令凱妮絲和全國人驚愕的安排－把貢品限定為歷屆獲勝者才能參加。比德之後宣稱凱妮絲懷孕，引起都城觀眾同情，要求總統取消比賽。
遊戲中的許多參賽者結為同盟，包括黑密契、普羅塔克、比德、芬尼克與凱妮絲計畫脫逃。

## 本集主要角色
- 凱妮絲·艾佛丁（Katniss Everdeen）- 故事的女主角。
- 比德·梅爾拉克（Peeta Mellark）- 故事的男主角。
- 蓋爾·霍桑（Gale Hawthorne）- 故事的第二男主角。

## 改編電影
《飢餓遊戲：星火燎原》於2013年被改編成電影，由珍妮佛·勞倫斯、喬許·哈卻森和連恩·漢斯沃飾演凱妮絲、比德與蓋爾。